# Liste der Baudenkmale im Landkreis Wesermarsch
Die Liste der Baudenkmale im Landkreis Wesermarsch enthält die nach dem Niedersächsischen Denkmalschutzgesetz geschützten Baudenkmale im niedersächsischen Landkreis Wesermarsch. 
Der Übersicht und Länge halber ist die Liste nach den Städten und Gemeinden des Landkreises separiert. Diese Einteilung findet sich in der folgenden Tabelle, in der zu jedem Eintrag, soweit möglich, ein exemplarisches Foto eines Baudenkmals aus der jeweiligen Stadt oder Gemeinde zu finden ist.
| Bild | Stadt/Gemeinde     | Karte | Liste                                       | Ortsteile |
| ---- | ------------------ | ----- | ------------------------------------------- | --------- |
|      | Berne              |       | Liste der Baudenkmale in Berne              |           |
|      | Brake (Unterweser) |       | Liste der Baudenkmale in Brake (Unterweser) |           |
|      | Butjadingen        |       | Liste der Baudenkmale in Butjadingen        |           |
|      | Elsfleth           |       | Liste der Baudenkmale in Elsfleth           |           |
|      | Jade               |       | Liste der Baudenkmale in Jade (Gemeinde)    |           |
|      | Lemwerder          |       | Liste der Baudenkmale in Lemwerder          |           |
|      | Nordenham          |       | Liste der Baudenkmale in Nordenham          |           |
|      | Ovelgönne          |       | Liste der Baudenkmale in Ovelgönne          |           |
|      | Stadland           |       | Liste der Baudenkmale in Stadland           |           |